# Littleton, Colorado
Littleton är en stad (city) i delstaten Colorado, USA. Littleton är administrativ huvudort (county seat) i Arapahoe County och ses som en förstad till Denver.
Littleton blev vida känt då Columbinemassakern inträffade den 20 april 1999, i närbelägna Columbine.